# Davide Colavini
Davide Colavini (Giussano, 24 aprile 1967) è un attore, drammaturgo e comico italiano, figlio di Piero, musicista ed orchestrale Rai.

## Biografia
Si diploma nei primi anni novanta alla B.I.T. School di Milano in recitazione e dizione, frequenta poi un biennio sulle tecniche d'improvvisazione alla Lega Italiana Improvvisazione Teatrale, oltre a sostenere seminari sulle principali tecniche d'improvvisazione europee. Successivamente frequenta il laboratorio dell'attore di Milano, metodo Strasberg - Stanislavskij, con il maestro Raul Manso.
Dopo diverse esperienze teatrali e radiofoniche, nel 1995 si indirizza al cabaret con alcuni spettacoli scritti a più mani, fino a debuttare nel suo primo varietà televisivo nel 1999 con il programma Seven Show. Nel 2002 debutta nel cinema interpretando Antonio in Casomai di Alessandro D'Alatri. Sempre in quell'anno, dopo innumerevoli spettacoli in giro per l'Italia, entra nel cast del laboratorio di Zelig partecipando in qualità di comico, a volte anche di autore, a diversi varietà, tra i quali Sabato Italiano (2004, in diretta con Pippo Baudo),  Zelig off (2005), Mai dire Grande Fratello & Figli (2004) e la sitcom La Famiglia Bernardoni, di cui è coautore e da cui viene estratto uno spin off di una maxipuntata mandata in onda su Italia 1 a mezzanotte (la corta notte della Famiglia Bernardoni).
Nel 2004/05 prende parte alla serie Love Bugs (prima e seconda edizione). Nel 2005 è nel videoclip Cleptomania della band Sugarfree con la regia di Domenico Liggeri.
Nel 2006 è tra i protagonisti di Tribbù, condotto da Alessandro Siani. Nel 2007 partecipa a Sputnik e a Modeland, quest'ultimo in qualità anche di autore. Nel 2008 è Mario nella serie Don Luca c'è con Luca Laurenti, ed è autore del programma Neurovisione su MTV con il duo comico Bianchi e Pulci. Nello stesso anno comincia la collaborazione in qualità di docente di recitazione all'Istituto cinematografico Michelangelo Antonioni di Busto Arsizio.
Dal 2007 si dedica al monologo di narrazione, portando in giro i suoi spettacoli teatrali. Fonda nel 2010 il Piccolo Teatro Pratico di cui è direttore artistico. Nel 2010 è Fulvio detto il Lupo, il protagonista del film Secondo Tempo opera prima sulla violenza negli stadi diretto da Fabio Bastianello. Nel 2013 il suo spettacolo Una Nuova Opportunità, prodotto per il Consorzio nazionale recupero e riciclo degli imballaggi a base cellulosica, ottiene il Premio Aretè come migliore comunicazione responsabile d'impresa. Da qualche anno svolge anche attività di regista di spot e video, oltre a sostenere docenze di formazione ad imprese e aziende con tecniche teatrali e edutainment.

## Filmografia

### Attore

#### Cinema
- Casomai, regia di Alessandro D'Alatri (2002)
- Blackout, regia di Paolo Valentini (2006) - Cortometraggio
- Just Ask - Basta chiedere, regia di Paolo Valentini (2009) - Cortometraggio
- Secondo tempo, regia di Fabio Bastianello (2010)
- La visita, regia di Marco Bolla (2011) - Cortometraggio
- 11 settembre 1683, regia di Renzo Martinelli (2013)
- Peregrinus - sulle orme di un uomo e di un santo, regia di Davide Colavini (2023)

#### Televisione
- Arrivano i Rossi, regia di Andrea Marchi - Italia 1 (2003)
- Comedy Lab - MTV, regia di Massimo Lo Presti (2004)
- Sergio Colmes indaga, regia di Alberto Ferrari - TSI 2 (2004)
- Mai dire Grande Fratello & Figli - Italia 1 (2004) anche autore
- Love Bugs 1 e 2, regia di Marco Limberti - Italia 1 (2004-2005)
- Sabato Italiano - Rai 1, regia di Gino Landi (2005)
- Zelig off - Canale 5, regia di Riccardo Recchia (2005)
- Tribbù - Rai 2, regia di Rinaldo Gaspari (2006)
- Sputnik - Italia 1, regia di Latino Pellegrini (2007)
- Via Verdi 49, regia di Riccardo Recchia - Comedy Central (2007)
- Modeland - All Music, regia di Maurizio Monti, (2007) anche autore
- Neurovisione - MTV, regia di Latino Pellegrini (2008) anche autore
- Don Luca c'è, regia di Duccio Forzano - Italia 1 (2008)
- L'almanacco del Gene Gnocco - Rai 3, regia di Riccardo Recchia (2011)
- Raiboh - Rai 2, regia di Umberto Spinazzola (2013)
- Gomorra, regia di Francesca Comencini - Sky Uno (2013)

## Teatro
- Disoccupato con prospettive, regia di D. Colavini e D. Tedeschi - produzione indipendente (1995)
- Avanti c'é posta, regia di B. Cortini - LIIT e Zelig (1996)
- C'ho un pezzo d'insalata!, regia di D. Colavini e R. Gavelli - GO 1 (2000)
- Dodici uomini arrabbiati, regia F. Zanandrea - Compagnia Mecenate Milano (2002)
- Un uomo marcio, regia di D. Colavini e R. Gavelli - Suoni & Luci (2004)
- New Gag Economy, regia di D. Colavini – Suoni & Luci (2006)
- Capitan Brianza e il destino di Donna Giovannam regia di M. Marelli - Suoni & Luci poi Piccolo Teatro Pratico (2008)
- Settecentomila, regia di M. Marelli - Teatro-in-Folio (2010)
- Shakespeare in green, regia di D. Colavini - Piccolo Teatro Pratico e Konta-minazione per Innovation Festival Milano (2010)
- Tonight Lenny Bruce, regia di M. Ciardulli - Arditodèsio e Piccolo Teatro Pratico (2011)
- Una nuova opportunità, regia di D. Colavini - Piccolo Teatro Pratico e Comieco (2013)
- Pezzi! i quattro giorni di Plinio, regia di D. Colavini - Piccolo Teatro Pratico (2014)

## Libri
- Rido CGIL (2006)
- Il fondo dello spettacolo (2014)
- Della vita di Capitan Brianza (2023)